# Calendari dels Brillants
El Calendari dels Brillants és un almanac editat a Benissa (Marina Alta) per Joan Josep Cardona Ivars des del 1987 (primer número corresponent a l'any 1988). És calendari i santoral, que conté informació sobre les tradicions culturals i festives del País Valencià i altres aspectes quotidians. Així, en cada mes de l'any inclou informació sobre els sants de cada dia, els astres, i altres aspectes relacionats amb el camp i el seu calendari de tasques.